# Cymindidina
Sous-tribu
Synonymes
- Cymindiina Chaudoir, 1873
- Cymindidae Laporte, 1834
- Metaxymorphina Basilewsky, 1984
- Pseudomasoreina
- Pseudomasoreini Jeannel, 1942
- Taridae Gistel, 1848

Les Cymindidina sont une sous-tribu de coléoptères de la famille des Carabidae, de la sous-famille des Harpalinae, de la super-tribu des Lebiitae et de la tribu des Lebiini.

## Liste des genres
Afrotarus – Assadecma – Cymindis – Hystrichopus – Leptosarcus – Metaxymorphus – Petrimagnia – Plagiopyga – Pseudomasoreus – Taridius